# Leo Dan
Leopoldo Dante Tévez, dit Leo Dan, né le 22 mars 1942 à Villa Atamisqui (province de Santiago del Estero) et mort le 1er janvier 2025 à Miami (Floride), est un compositeur et chanteur argentin.

## Biographie
Leo Dan a enregistré plus de 70 albums en Argentine, au Pérou, au Chili, en Colombie, en Espagne et au Mexique. Il est considéré comme l'un des principaux représentants argentins du style musical appelé nueva ola qui a marqué la musique hispano-américaine entre les années soixante et soixante-dix. Il a remporté plusieurs prix pour ses multiples réalisations musicales, dont plusieurs prix de l'Ascap, quelques disques d'or, et il a également été récipiendaire d'un Grammy du meilleur compositeur.
Leo Dan revient sous les projecteurs grâce à la bande originale du film Roma d'Alfonso Cuarón sorti en 2018 .

## Discographie
- 1963 - Leo Dan
- 1964 - Cómo te extraño mi amor
- 1964 - El fenómeno
- 1965 - Bajo el signo de Leo
- 1966 - Libre, solterito y sin nadie
- 1966 - Así soy yo
- 1967 - Quiero que me beses amor mío
- 1968 - La novela del joven pobre
- 1968 - Y que viva el amor
- 1969 - Canta trovador
- 1970 - Con los brazos cruzados
- 1971 - Triunfador de América
- 1972 - Quien no tiene una ilusión
- 1973 - Siempre estoy pensando en ella
- 1974 - Tú llegaste cuando menos te esperaba
- 1974 - El amor y la felicidad
- 1975 - Esa Pared
- 1976 - Amar, sabiendo perdonar
- 1976 - Tú
- 1977 - Pero esa vez, lloré
- 1977 - Me estoy portando mal
- 1978 - XV años de oro
- 1979 - Ahora con mariachi
- 1979 - Tengo que buscar a Lola
- 1980 - Con sabor ranchero
- 1980 - Santiago querido (Con Los Manseros Santiagueños)
- 1980 - Vallenato (en Colombia)
- 1981 - Canta folklore
- 1981 - Mi vida la paso cantando
- 1981 - Niña que tienen tus ojos
- 1982 - Tengan cuidado
- 1983 - Con sabor a México
- 1983 - Linda
- 1985 - La fe de un elegido
- 1986 - Ojos azules
- 1987 -  Serie de colección 15 auténticos éxitos
- 1988 - Más que un loco
- 1989 - Noche de verano
- 1990 - Soy de cualquier lugar
- 1991 - Leo rap
- 1992 - Como un león
- 1993 - Antología musical
- 1994 - Después de conocerte
- 1996 - Así es el amor
- 1996 - Ídolos de siempre
- 1997 - Acompáñame
- 1999 - A pesar de los años [Mate] (Disco cristiano)
- 1999 - Encuentro santiagueño
- 1999 - Mis 30 mejores canciones (Nuevas grabaciones) (2 CD)
- 1999 - Todos sus grandes éxitos en España (1963-1976)
- 2001 - Amanecer
- 2002 - 20 de colección
- 2002 - Éxitos con mariachi
- 2003 - Personalidad (20 éxitos)
- 2003 - De regreso (Sus grandes éxitos "Nuevas grabaciones")
- 2004 - 20 éxitos de Leo Dan (en vivo)
- 2004 - Lo esencial (2004-14 canciones)
- 2005 - 20 éxitos originales
- 2006 - Canciones de amor
- 2007 - La historia
- 2008 - Lo esencial (Edición limitada-15 canciones)
- 2009 - Aires de zamba
- 2010 - Leo, escribo y canto
- 2010 - Tesoros de colección
- 2018 - Celebrando una leyenda
- 2020 - Celebrando una leyenda: Parte 2
- Los discos de oro
- Para ti mis canciones
- Romántico y ranchero (2 volúmenes)
- Latin stars
- El disco del millón
- El ídolo
- Los fabulosos 60s
- Los mejores
- Dos en uno
- 15 pistas para cantar
- Años dorados
- ¿Cómo poder saber si te amo? (reedición)